# Aleksander Kaczkowski
Aleksander Kaczkowski herbu Świnka – cześnik bracławski, poseł na sejm 1756 roku.